# Frederik Holst (voetballer)
Frederik Lucas Holst (Kopenhagen, 24 september 1994) is een Deens profvoetballer die als verdediger speelt. Hij verruilde in 2018 Sparta Rotterdam voor Elfsborg IF.
Hij heeft een Spaanse vader en een Deense moeder en gebruikt de naam Holst van zijn moeder en niet zijn vadersnaam Lucas. Holst werd geboren in de wijk Vanløse en begon met voetbal bij BK Union. In 2007 kwam hij in de jeugdopleiding van Brøndby IF waar hij in 2012 zijn eerste contract tekende dat tot eind 2014 liep. Op 13 mei 2012 debuteerde Holst voor Brøndby IF in de uitwedstrijd in de Superligaen bij Aarhus GF (5-1 nederlaag) als invaller na 86 minuten voor Patrick Olsen. Medio 2013 werd hij definitief naar het eerste team overgeheveld en ondertekende hij een nieuw contract tot medio 2017. Holst kwam tot 126 competitiewedstrijden waarin hij twee doelpunten maakte. In augustus 2017 verbond hij zich voor drie seizoenen aan het Nederlandse Sparta Rotterdam. 
Holst is Deens jeugdinternational.